# برنارد رينو
برنارد رينو (بالفرنسية: Bernard Renaud d'Upton)‏ هو رسام فرنسي، ولد في 1935.